# Partido Liberal Unido
El Partido Liberal Unido o Partido Liberal Unificado (PLU) fue un partido político chileno que existió entre 1930 y 1933.

## Historia
Fue creado como producto de la fusión de los partidos Liberal, Liberal Independiente o Doctrinario, Nacional, Liberal Democrático Aliancista y Liberal Democrático Unionista.
No se incluyó a los partidarios de Arturo Alessandri. Fue un partido adicto a Carlos Ibáñez del Campo. Con el tiempo se separan militantes para formar sus propias organizaciones. A la caída de Ibáñez se produce nuevamente un proceso de fusión entre diversos grupos, encabezados por Alessandri para crear un Partido Liberal (octubre de 1930) con un programa y organización electoral en común. Proceso que culmina en la integración del PLU al PL durante la VI Convención (octubre de 1933) de este último. Con ello se da término a la multitud de partidos liberales que habían existido desde mediados del siglo XIX en Chile.
En la elección presidencial de 1932 presentó la candidatura de Enrique Zañartu Prieto.

## Resultados electorales

### Elecciones parlamentarias
| Elección | Diputados | Diputados       | Diputados | Senadores | Senadores  | Senadores |
| Elección | Votos     | % de votos      | Escaños   | Votos     | % de votos | Escaños   |
| -------- | --------- | --------------- | --------- | --------- | ---------- | --------- |
| 1932     | 17 697    | \| \| 5,42 % \| | 6/142     | s/i       |            | 0/45      |
|          | 5,42 %    |                 |           |           |            |           |